# PPF (společnost)
Skupina PPF je mezinárodní investiční skupina založená v roce 1991 v České republice, dnes sídlící v Amsterdamu. Skupina podniká ve 25 zemích v Evropě, Severní Americe a Asii. Investuje do řady odvětví, od finančních služeb přes telekomunikace, média, biotechnologie, nemovitosti, až po strojírenství. Působí v Česku,  Slovensku, Německu, USA, Švýcarsku, Nizozemsku, Velké Británii, Francii, Ukrajině, Turecku, Kazachstánu, Rusku, Indii, Indonésii, Vietnamu, Filipínách, Číně, Bulharsku, Slovinsku, Chorvatsku, Maďarsku, Polsku, Srbsku, Rumunsku, a Finsku. V průběhu roku 2021 zaměstnávala skupina PPF celkem 78 tisíc lidí.
Majoritním vlastníkem byl nejbohatší Čech Petr Kellner (98,93 %), který tragicky zahynul 27. března 2021 při letecké havárii na Aljašce. Jedinými minoritními akcionáři skupiny v té době byli Ladislav Bartoníček a Jean-Pascal Duvieusart, oba vlastnili po 0,535 % akcií. Generálním ředitelem je od 15. června 2021 Jiří Šmejc. Ke dni 31. 12. 2021 dosáhla celková aktiva skupiny PPF 42,2 miliard eur a vlastní kapitál připadající na akcionáře činil 9,1 miliardy eur. Za rok 2021 vykázala PPF konsolidovaný, čistý zisk 274 milionů eur.
Dne 1. září 2023 oznámila PPF, že vdova po Petru Kellnerovi, Renáta Kellnerová, společně s dcerami Annou Kellnerovou, Larou Kellnerovou, Marií Kellnerovou a synem Petrem Kellnerem mladším odkoupili minoritní podíly akcionářů skupiny PPF Ladislava Bartoníčka a Jeana-Pascala Duvieusarta. Stali se tak stoprocentními vlastníky skupiny PPF.

## Začátky

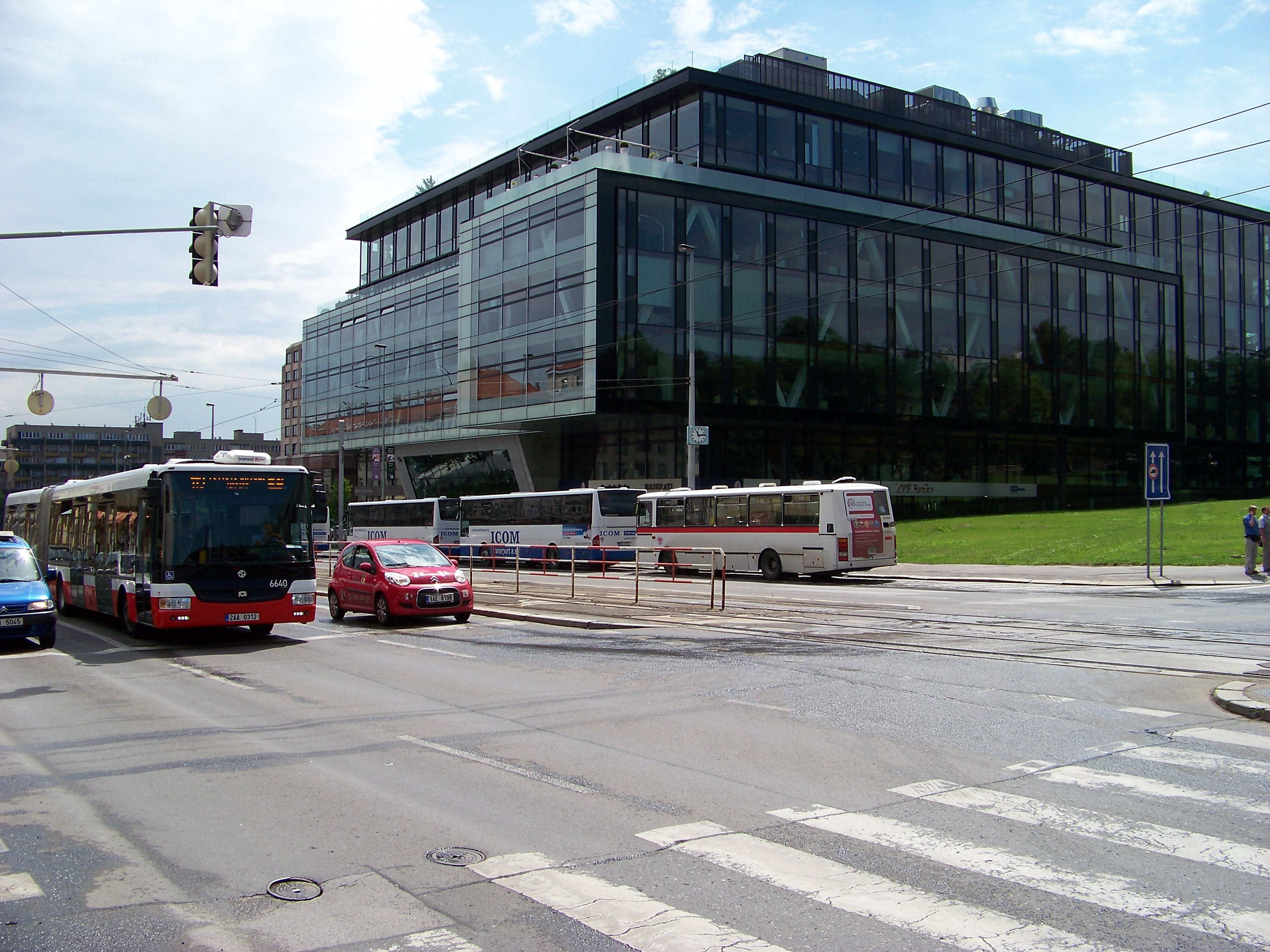
Sídlo PPF, a. s., v Praze-Dejvicích

V únoru 1991 založil absolvent pražské VŠE Petr Kellner s Petrem Joudalem společnost ANO a s teplickým podnikatelem Milanem Vinklerem společnost WIKA.
V září 1991 byla založena společnost Správa prvního privatizačního fondu se sídlem v Teplicích. Kellner, Vinkler a Joudal se stali členy představenstva, základní kapitál společnosti činil sto tisíc Kčs. Pro účast v připravované kuponové privatizaci potřebovala PPF miliony korun na reklamní kampaň. Kapitál poskytla státní společnost Sklo Union, jejíž manažeři Jaroslav Přerost a Štěpán Popovič se stali členy představenstva PPF. Celkem se jednalo o 40 milionů Kčs ve formě kapitálového vkladu a půjčky. Později PPF půjčku splatila. V prosinci 1991 založila PPF pět investičních fondů:
| název fondu                             | sídlo            | členová představenstva (předseda první)          |
| --------------------------------------- | ---------------- | ------------------------------------------------ |
| První Český Privatizační Fond           | Teplice          | Přemysl Voráč, Petr Joudal, Ladislav Bartoníček  |
| První Moravskoslezský Privatizační Fond | Zlín             | Petr Kellner, Radomír Zbožínek, Jiří Cajthaml    |
| První Severočeský Privatizační Fond     | Teplice          | Petr Kellner, Milan Vinkler, Vladimír Klebsa     |
| První jihočeský Privatizační Fond       | České Budějovice | Vladimír Sochor, Radomír Zbožínek, Milan Skoumal |
| Regionální Investiční Fond              | Liberec          | Jiří Drda, Ladislav Bartoníček, Milan Vinkler    |

Reklamní kampaň, ve které herec Josef Dvořák přesvědčoval majitele kuponových knížek k investici do fondů PPF, byla úspěšná. Fondy PPF získaly v předkole první vlny kuponové privatizace 1,4 % všech investičních bodů, což PPF zařadilo na jedenácté místo mezi správcovskými společnostmi.
Pro druhou vlnu založila PPF v říjnu 1993 dva investiční fondy. V předkole získaly fondy PPF 2,1 % všech investičních bodů, což znamenalo deváté místo mezi investičními společnostmi. Vinkler byl v polovině června 1994 zatčen za údajné padělání směnky vystavené jeho obchodním partnerem Tarekem Becharou. Bechara uvedl: „Měl směnku šedesátimilionovou a tu směnku zfalšoval na čtyři sta šedesát milionů, přidal tam čtyřku, a pak ji, pak podal na mě trestní oznámení na policii, ale policie potom zjistila, že zfalšoval směnku, tak on šel na vazbu.“ Nebyl odsouzen a po dvou letech byl propuštěn na svobodu. Nato obvinil Kellnera, že jej z firmy vystrnadil. V roce 2006 byl Vinkler odsouzen na 7,5 roku za organizování podvodných obchodů s lihem.
V srpnu 1994 byla schválena fúze tří fondů z první vlny do jednoho, který byl v červnu 1996 transformován na PPF investiční holding a.s. Stalo se tak jen několik dnů před 1. červencem 1996, kdy se na základě zákona 142/1996 Sb. transformace na standardní akciovou společnost nepodléhající pravidlům regulace investičních fondů výrazně zkomplikovala.
Datovaným zlomem v historii PPF je rok 1996, kdy nakoupila 20 % akcií České pojišťovny na volném trhu (od Interbanky a České spořitelny) a díky tomu získala jedno místo v dozorčí radě. Poté již PPF postupně získávala větší vliv v České pojišťovně, až v roce 2001 získala od státu poslední část akcií.

## PPF Group N.V.
Pětiprocentním akcionářem PPF Group N.V. se sídlem v Nizozemsku se stal v roce 2005 Jiří Šmejc. Třetím akcionářem se stal Ladislav Bartoníček, který do té doby působil na postu generálního ředitele České pojišťovny. Posledním akcionářem PPF se stal Jean-Pascal Duvieusart.
V roce 2002 PPF koupila televizi Nova, kterou stabilizovala a v roce 2005 ji úspěšně prodala mediální společnosti CME. V roce 2006 pak skupina PPF Group prodala eBanku rakouské finanční skupině Raiffeisen International Bank Holding.
V roce 2008 vytvořila PPF Group pojišťovací holding s italskou Generali, do kterého vložila svá pojišťovací aktiva. K 30. 6. 2013 vlastnila aktiva už ve výši 22,113 miliard EUR, zahrnující různorodé aktivity od bankovnictví a pojišťovnictví přes nemovitosti, oblast energetiky, zemědělství a těžbu nerostů až po největší ruský obchodní řetězec se spotřební elektronikou.
Společně s dalším miliardářem Karlem Komárkem (má společnost KKCG) ovládl v listopadu 2011 loterijní společnost Sazka. Již v létě začal Petr Kellner se svou PPF vykupovat pohledávky Sazky – od Volksbank 75 milionů Kč, od Citibank 211,9 milionů, od GTech Corporation 67 milionů Kč, od Vodafone za 58,5 milionů Kč, od Telefónica O2 za 211 milionů Kč. V listopadu 2011 nabídl 215 milionů Kč za pohledávku České spořitelně. Oběma firmám (PPF a KKCG) se Sazku podařilo zachránit a stabilizovat. V říjnu 2012 se společnost PPF rozhodla svůj 50% podíl v Sazce prodat společnosti KKCG Karla Komárka mladšího. Částka zveřejněna nebyla, odhady analytiků jsou od 3,5 do 5,5 mld Kč. Prodej se uskutečnil 18. prosince 2012.

## Podnikatelské aktivity ve světě
Působnost PPF sahá ze střední a východní Evropy přes Rusko do Asie, zahrnuje také Spojené státy americké. V roce 2008 patřila PPF k největším zahraničním investorům v Rusku. Skupina PPF má svoji korporátní vlastnickou a řídicí strukturu umístěnou v Nizozemsku. Klíčovou holdingovou společností skupiny PPF, na jejíž úrovni jsou přijímána strategická rozhodnutí týkající se činnosti celé skupiny, je společnost PPF Group N.V. se sídlem v Amsterdamu. Tato společnost vlastní 91,1% podíl ve společnosti Home Credit B.V. (holdingová společnost pro společnosti skupiny Home Credit v rámci obchodní větve pro spotřebitelské financování ve střední a východní Evropě).
PPF Group N.V. vlastní 100 % ve společnosti PPF Real Estate Holding B.V., což je specializovaná společnost pro projekty v oblasti nemovitostí. Dále je majoritním akcionářem společností PPF banka, a.s., a PPF, a.s., která je hlavní poradenskou společností celé skupiny PPF. PPF Group N.V. vlastnila 100% podíl v PPF Partners Limited, manažerské společnosti skupiny PPF Partners, což byla private equity struktura zaměřená na přímé investice v regionu střední a východní Evropy a SNS. Tato společnost v roce 2016 zanikla.
V březnu 2013 prodal Jiří Šmejc 5% podíl v PPF Group Petru Kellnerovi. Získal za něj mj. 13,4% podíl v Home Credit N.V a Air Bank.
V roce 2008 PPF převedla svůj 100% podíl v České pojišťovně do Generali PPF Holdingu B.V., do kterého Assicurazioni Generali vložila své pojišťovny ve střední a východní Evropě. V holdingu držela Generali podíl 51 % a PPF 49 %. V lednu 2013 PPF oznámila, že svůj podíl v holdingu postupně v letech 2013 a 2014 odprodá Assicurazioni Generali a z holdingu si ponechá jeho aktiva v Rusku, Bělorusku, Kazachstánu a na Ukrajině. V březnu 2013 PPF prodala Generali 25% podíl v holdingu, v říjnu 2013 PPF získala tři pojišťovny v Rusku, jednu na Ukrajině a jednu v Bělorusku. V roce 2015 vstoupila PPF na americký trh, její dceřiná společnost Home Credit tu začala poskytovat půjčky na mobilní telefony.
Společnost PPF se stala v roce 2008 největším minoritním akcionářem ruské společnosti Polymetal, která patří mezi největší těžaře zlata a stříbra v Rusku. O rok později vstoupila PPF do společnosti Eldorado, jednoho z největších maloobchodních řetězců s elektronikou a domácími spotřebiči v Rusku. Společnost Eldorado od té doby prošla rozsáhlými změnami a přeměnila se na univerzálního prodejce domácích potřeb a zároveň se stala jedním z lídrů v internetovém prodeji. 
Na konci roku 2016 se české investiční společnosti PPF a EMMA Capital dohodly na prodeji maloobchodního řetězce Eldorado skupině ruských investorů spřízněných s finanční a investiční firmou Safmar.
Na začátku roku 2017 získala skupina PPF podíl v nově založené britské bance Clear Bank. Ta je zaměřena na převod peněz mezi jednotlivými bankami ve Velké Británii. V Clear Bank vlastní skupina PPF cca 35% podíl. Vstoupila tak na trh, který mají rozdělený čtyři etablované bankovní domy – HSBC, Royal Bank of Scotland, Barclays a Lloyds.
Na konci listopadu 2017 oznámila společnost PPF podpis smlouvy o koupi 100 % akcií společnosti Škoda Transportation.
V březnu 2018 se společnost PPF dohodla s norskou společností Telenor na koupi telekomunikačních aktiv ve střední a východní Evropě. Za mobilní operátory v Bulharsku, Maďarsku, Srbsku a Černé Hoře zaplatila PPF 2,8 miliardy eur (téměř 72 miliard korun). Prodej byl schválen Evropskou komisí v červenci 2018.
V říjnu 2019 potvrdila skupina PPF zájem o koupi mediální společnosti CME.

## Nové podnikatelské aktivity v ČR
V roce 2009 založila PPF spolu se skupinou J&T a podnikatelem Danielem Křetínským Energetický a průmyslový holding (EPH), který se zaměřil na podnikání v energetice a průmyslu.
Air Bank vstoupila na český trh 22. listopadu roku 2011. Banka je úzce propojená s úvěrovou skupinou Home Credit. Právě bývalý generální ředitel společnosti Home Credit Erich Čomor se stal prvním generálním ředitelem Air Bank.
Banka se zaměřuje na běžné retailové klienty – má jich přes 900 000 (stav 2021). V prosinci 2021 akcionáři Monety Money Bank odsouhlasili, že Moneta koupí Air Bank, Home Credit a Zonky za 25,9 miliardy korun a zaplatí za ně vydáním nových akcií s přednostním právem úpisu pro stávající akcionáře. V roce 2020 Moneta posílila o hypoteční banku a stavební spořitelnu Wüstenrot, celkem tak měla zhruba 1,4 milionu klientů.
Na konci roku 2012 se stala součástí skupiny PPF biotechnologická společnost SOTIO. Společnost SOTIO se věnuje výzkumu a vývoji nových léčivých přípravků zaměřených na léčbu onkologických onemocnění. Společnost působí v Evropě, USA, Rusku a Číně.
Na podzim roku 2013 koupila PPF za 63,6 miliard Kč 66% podíl ve společnosti Telefónica ČR. Kolem koupě se na internetu objevil hoax šířený po sociálních sítích o spojení společnosti PPF s Českou národní bankou. Ty však razantně svým prohlášením všechny spekulace odmítly. V lednu 2014 koupi odsouhlasila Evropská komise. V dubnu 2015 schválila valná hromada akcionářů O2 rozdělení společnosti na infrastrukturní telekomunikační firmu CETIN a operátora O2.
Nedlouho poté koncem října 2013 odkoupila podíl firmy Karla Komárka na pražské sportovní hale (aréně) O2 prostřednictvím získání společnosti Lindus Services Limited a stala se jejím většinovým vlastníkem. Tato společnost vlastní 86 % společnosti Bestsport Arena, tedy i arénu O2. Transakci povolil Antimonopolní úřad v lednu 2014.
Společnost PPF prezentovala záměr v roce 2014 zbourat hotel Praha v Praze 6 a nahradit jej moderní budovou pro základní a střední školu Open Gate.
V prosinci se PPF dohodla se společností EPH (Energetický a průmyslový holding s 30 firmami), že svůj podíl v ní odprodá.
Zonky provozuje tzv. P2P lending, což znamená, že funguje jako platforma, která on-line propojuje zájemce o půjčku s lidmi, kteří jim chtějí půjčit, a tím zhodnotit své peníze. Úroky mají poměrně širokou škálu, a to v rozmezí od 2,99 % p. a. až do 19,99 % p. a.
Půjčit si je možné částku mezi 20 000 a 750 000 korunami. Od začátku fungování služby Zonky si lidé jejím prostřednictvím už půjčili přes 6 miliard korun.
V roce 2019 získala PPF 19,2% podíl v britské biotechnologické společnosti Autolus Therapeutics plc. Akcie získala PPF prostřednictvím burzovního trhu NASDAQ a cena akvizice byla pravděpodobně v rozmezí 80 až 90 milionů USD.

## Filantropické aktivity
Společnost PPF se dlouhodobě věnuje podpoře vzdělávání a umění. Její součástí je společnost PPF Art, která spravuje sbírku československé a české fotografie patřící k největším soukromým sbírkám v České republice. Jsou v ní zastoupeny například fotografie Josefa Sudka, Františka Drtikola, Jaromíra Funkeho, Ivana Pinkavy, Tono Stana, Emily Medkové, Jaroslava Rösslera, Václava Jiráska a dalších. Zajišťuje provoz dvou pražských galerií – Ateliéru Josefa Sudka a Galerie Václava Špály. Přispívá i na provoz Divadla Járy Cimrmana (Žižkovské divadlo Járy Cimrmana) a podporuje Letní shakespearovské slavnosti.